# Муса (остров)
Му́са (англ. Mousa) — необитаемый остров в архипелаге Шетландских островов, Шотландия.

## География

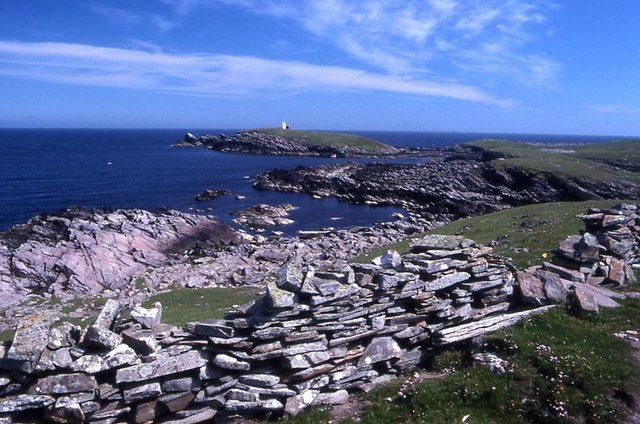
Вид на остров Пири-Бард.

Расположен у юго-восточного берега острова Мейнленд, отделён от него проливом Муса-Саунд. Ближайшие крупные острова: Мейнленд на западе, Брессей на севере. Окружён мелкими островами: Пири-Бард и другими.
Омывается водами Северного моря.
Площадь острова — 1,8 квадратных километра.
Через центральную часть острова проходит 60-я параллель северной широты.
Ближайшие населённые пункты: Каннингсборо и Сэндуик на острове Мейнленд.

## История
На острове сохранилось сооружение Брох-оф-Моуса эпохи железного века.

## Экономика

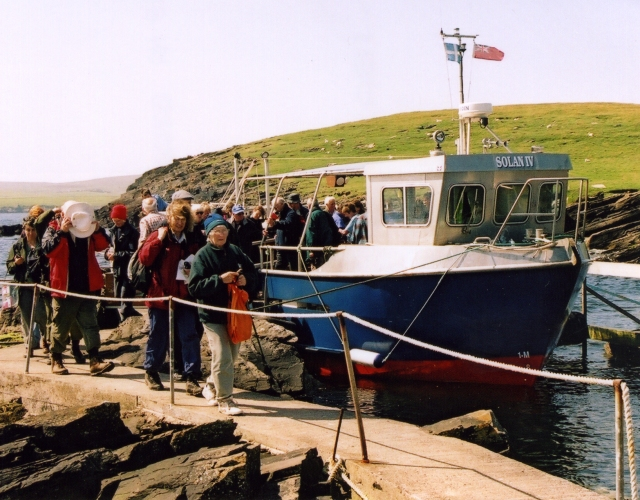
Прибытие туристов на остров. 2004 год.

С пристани Сэндсэир-Пир в Сэндуике небольшие пассажирские катера привозят на остров туристов.

## Охрана природы
На острове организован заказник «Моуса» покрывающий собой всю его площадь. Под охраной:
- Полярная крачка (Sterna paradisaea) — 767 пар, 1,7 % популяции Великобритании.
- Прямохвостая качурка (Hydrobates pelagicus) — 6760 пар, 8 % популяции Великобритании.

## Достопримечательности

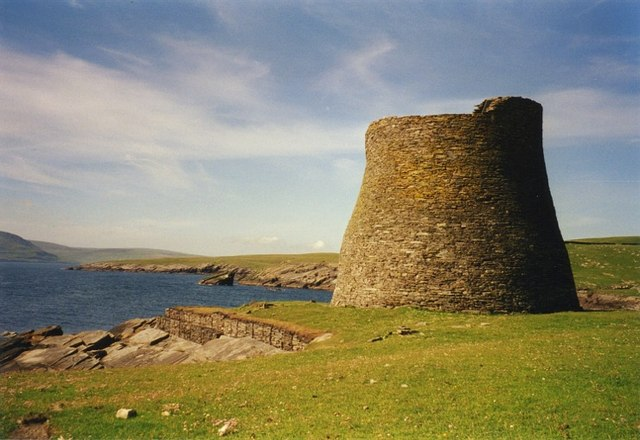
Брох-оф-Моуса.

- Брох-оф-Моуса — сооружение типа брох эпохи железного века. В настоящее время является кандидатом на включение в Список объектов Всемирного наследия ЮНЕСКО как часть комплекса «Mousa, Old Scatness and Jarlshof: The Crucible of Iron Age Shetland». В комплекс входят также объекты Олд-Скатнесс и Ярлсхоф[4][5][6].

## Другое
В 1930 году у острова Муса потерпело крушение судно «SS St. Sunniva».